# Oxira magnisigna
Oxira magnisigna är en fjärilsart som beskrevs av Louis Beethoven Prout 1922. Oxira magnisigna ingår i släktet Oxira och familjen nattflyn. Inga underarter finns listade i Catalogue of Life.